# Clophill
Clophill är en ort och civil parish i Storbritannien.   Den ligger i kommunen Central Bedfordshire i riksdelen England, i den södra delen av landet, 60 km norr om huvudstaden London. Clophill ligger 56 meter över havet och antalet invånare är 1 924.
Terrängen runt Clophill är platt. Runt Clophill är det tätbefolkat, med 308 invånare per kvadratkilometer. Närmaste större samhälle är Luton, 16,4 km söder om Clophill. Trakten runt Clophill består till största delen av jordbruksmark.